# 馬場敦子
馬場 敦子（ばば あつこ、1995年6月13日 - ）は、香川県高松市出身のハンドボール選手。日本ハンドボールリーグの北國銀行所属。

## 経歴
香川県立高松商業高等学校時代は2013年の全日本高等学校ハンドボール選手権大会で優秀選手に選ばれた。
高校卒業後は大阪体育大学へ進学し、2014年に第19回女子ジュニア世界選手権の日本代表U-20に選出された。同年の全日本学生ハンドボール選手権大会（インカレ）では1年生ながら優秀選手賞を受賞。2015年は第28回ユニバーシアード競技大会の日本代表に選出。同年のインカレでは2年連続で優秀選手賞を受賞した。
2016年は第23回世界学生選手権の日本代表U-24に選出。同年のインカレでは優秀選手賞を3年連続で受賞。
2017年は西日本学生ハンドボール選手権大会で優秀選手に選出。同年のインカレでも4年連続となる優秀選手賞を受賞した。同年2月にはカザフスタン代表との親善試合「ヤングおりひめトライアルゲームズ」の日本代表U-22に選出。
2018年1月に日本ハンドボールリーグの北國銀行へ加入。背番号は「22」。
2018-19年シーズンから背番号を「12」へ変更。2018年7月に第24回世界学生選手権大会の日本代表U-24に選ばれた。

## 詳細情報

### 年度別成績
| 年       | チーム   | 試合 | FS 阻止 | 率   | 7m 阻止 | 率   |
| -------- | -------- | ---- | ------- | ---- | ------- | ---- |
| 2017-18  | 北國銀行 | 2    | 7/15    | .467 | 0/1     | .000 |
| 2018-19  | 北國銀行 | 24   | 53/118  | .449 | 5/27    | .185 |
| JHL：2年 | JHL：2年 | 26   | 60/133  | .451 | 5/28    | .179 |

- 各年度の太字はリーグ最高

### JHLプレーオフ
| 年      | チーム   | 試合                        | FS 阻止 | 率 | 7m 阻止 | 率   |
| ------- | -------- | --------------------------- | ------- | -- | ------- | ---- |
| 2017-18 | 北國銀行 | 広島メイプルレッズ戦 (決勝) | 0/0     | -  | 0/1     | .000 |
| 2018-19 | 北國銀行 | オムロン戦 (決勝)           | 0/0     | -  | 0/0     | -    |

### 背番号
- 22 (2018年)
- 12 (2018年 - )

## 代表歴

### 日本代表U-24
- 世界学生選手権 (2016年・2018年)
- ユニバーシアード競技大会 (2015年)

### 日本代表U-22
- ヤングおりひめトライアルゲームズ (2017年)

### 日本代表U-20
- ジュニア世界選手権 (2014年)